# Championnats d'Afrique de natation 2004
Navigation
Le Caire 2002 Dakar 2006
Les championnats d'Afrique de natation 2004 constituent la 7e édition des Championnats d'Afrique de natation. Ils se déroulent à Casablanca au Maroc du 6 au 9 mai 2004,
.

## Compétition
L'Égyptien Ahmed El Abadi remporte le 200 mètres papillon et le Sénégalais Malick Fall remporte le 50 mètres brasse et le 100 mètres brasse. Le Sud-Africain Jean Basson obtient la médaille d'or sur 200 mètres nage libre.
La Sud-Africaine Lize-Mari Retief remporte la médaille d'or du 100 mètres papillon et du 50 mètres dos. Sur le 800 mètres nage libre, le Sud-Africain Troyden Prinsloo remporte la médaille d'or, Omar El Gamal est médaille d'argent et les Marocains Youssef Hafdi et Taha Sahli sont médaillés de bronze. Le relais 4x100 mètres nage libre est remporté par l'Égypte. L'Égyptien Haitham Hazem est médaillé d'or sur 50 mètres dos et l'Égyptien Ayman Khattab remporte le titre sur 200 mètres brasse. Le Sud-Africain Jarryd Botha est médaillé d'argent du 50 mètres dos et le Sénégalais Malick Fall est médaillé d'argent du 200 mètres brasse.
La Sénégalaise Khadija Ciss obtient cinq médailles : quatre médailles d'argent (sur 100, 200 et 400 mètres nage libre ainsi que sur 200 mètres dos) et une de bronze au 800 mètres nage libre.
L'Algérienne Sabria Dahane est médaillée d'argent du 400 mètres quatre nages et médaillée de bronze du 100 mètres dos ; l'Algérien Younès Haddad est médaillé de bronze.

## Podiums
Le palmarès n'est pas complet.

### Hommes
| Épreuves             | Or                                   | Argent                            | Bronze                            |
| Nage libre           | Nage libre                           | Nage libre                        | Nage libre                        |
| -------------------- | ------------------------------------ | --------------------------------- | --------------------------------- |
| 200 m                | Jean Basson (RSA)                    |                                   |                                   |
| 400 m                | Taha Sahli (MAR) 3 min 57 s 86       | Jean Basson (RSA) 3 min 58 s 14   | Omar El Gamal (EGY) 3 min 59 s 99 |
| 800 m                | Troyden Prinsloo (RSA) 8 min 03 s 84 | Omar El Gamal (EGY) 8 min 30 s 28 | Youssef Hafdi (MAR) 8 min 35 s 89 |
| Brasse               |                                      |                                   |                                   |
| 50 m                 | Malick Fall (SEN)                    |                                   |                                   |
| 100 m                | Malick Fall (SEN)                    |                                   |                                   |
| 200 m                | Ayman Khattab (EGY) 2 min 19 s 46    | Malick Fall (SEN) 2 min 19 s 58   | Taha Sahli (MAR) 2 min 19 s 78    |
| Papillon             |                                      |                                   |                                   |
| 200 m                | Ahmed El Abadi (RSA)                 |                                   |                                   |
| Dos                  |                                      |                                   |                                   |
| 50 m                 | Haitham Hazem (EGY) 27 s 33          | Jarryd Botha (RSA) 27 s 49        |                                   |
| Relais               |                                      |                                   |                                   |
| 4 x 100 m nage libre | Égypte 3 min 30 s 33                 |                                   |                                   |

### Femmes
| Épreuves     | Or                                   | Argent              | Bronze                           |
| Nage libre   | Nage libre                           | Nage libre          | Nage libre                       |
| ------------ | ------------------------------------ | ------------------- | -------------------------------- |
| 100 m        |                                      | Khadija Ciss (SEN)  |                                  |
| 200 m        |                                      | Khadija Ciss (SEN)  |                                  |
| 400 m        |                                      | Khadija Ciss (SEN)  |                                  |
| 800 m        |                                      |                     | Khadija Ciss (SEN)               |
| Dos          |                                      |                     |                                  |
| 50 m         | Lize-Mari Retief (RSA) 31 s 02       |                     |                                  |
| 100 m        |                                      |                     | Sabria Dahane (ALG) 1 min 9 s 13 |
| 200 m        |                                      | Khadija Ciss (SEN)  |                                  |
| Papillon     |                                      |                     |                                  |
| 100 m        | Lize-Mari Retief (RSA) 1 min 02 s 71 |                     |                                  |
| Quatre nages |                                      |                     |                                  |
| 400 m        |                                      | Sabria Dahane (ALG) |                                  |

## Tableau des médailles
Le tableau ci-dessous récapitule le nombre de médailles obtenues par nation.
| Rang  | Nation         | Or | Argent | Bronze | Total |
| ----- | -------------- | -- | ------ | ------ | ----- |
| 1     | Afrique du Sud | 29 | 13     | 8      | 50    |
| 2     | Égypte         | 6  | 13     | 8      | 27    |
| 3     | Sénégal        | 2  | 6      | 2      | 10    |
| 4     | Algérie        | 1  | 1      | 5      | 7     |
| 5     | Tunisie        | 0  | 4      | 11     | 15    |
| 6     | Nigeria        | 0  | 1      | 1      | 2     |
| 7     | Maroc          | 0  | 0      | 2      | 2     |
| 8     | Namibie        | 0  | 0      | 1      | 1     |
| Total | Total          | 38 | 38     | 38     | 114   |